# 飛雲岩題記
飛雲岩題記位於重慶市巴縣土主鄉，文物遺址年代為五代至宋，1987年1月23日列為重慶市第二批市級文物保護單位初定名單。1992年3月19日列為重慶市第二批市級文物保護單位。